# Superprestige veldrijden 2021-2022
De Superprestige veldrijden 2021-2022 (officieel: Telenet Superprestige 2021-2022) was het 40ste seizoen van het regelmatigheidscriterium in het veldrijden. De Superprestige werd georganiseerd door Flanders Classics en bestond uit acht crossen in België en Nederland. De wedstrijd in Diegem werd afgelast vanwege de aangescherpte coronamaatregelen.

## Puntenverdeling
Punten werden toegekend aan alle crossers die in aanmerking kwamen voor Superprestige-punten. Voor de categorieën mannen elite, vrouwen elite en jongens junioren ontving de top vijftien punten aan de hand van de volgende tabel:
| Positie | 1  | 2  | 3  | 4  | 5  | 6  | 7 | 8 | 9 | 10 | 11 | 12 | 13 | 14 | 15 |
| Punten  | 15 | 14 | 13 | 12 | 11 | 10 | 9 | 8 | 7 | 6  | 5  | 4  | 3  | 2  | 1  |

In ieder klassement van de Superprestige werd aan de hand van de gewonnen punten in de acht wedstrijden een eindklassement opgemaakt. De veldrijder met het hoogste aantal punten in zijn klassement werd als winnaar van de Superprestige uitgeroepen.
1. ↑  De deelnemers hebben niet de verplichting om aan alle wedstrijden van de Superprestige deel te nemen. Indien bij het opmaken van het eindklassement meerdere renners met eenzelfde aantal punten zouden eindigen, werd voorrang gegeven aan de renner die in de meeste wedstrijden van de Superprestige van start gegaan is. Indien aansluitend nog renners op gelijk puntenniveau staan, werd het voordeel gegeven aan de renner met de meeste overwinningen in de crossen van de Superprestige. Indien deze factor niet kon meespelen, zou de renner met de beste uitslag in de laatste wedstrijd (Asper-Gavere 12/02/2022) het voordeel genieten.

## Mannen elite

### Kalender en podia
| Datum      | Locatie                               | Cat. | Winnaar                               | Tweede                                | Derde                                 | Leider in het klassement |         |
| ---------- | ------------------------------------- | ---- | ------------------------------------- | ------------------------------------- | ------------------------------------- | ------------------------ | ------- |
| 03/10/2021 | Cyclocross Gieten, Gieten             | C1   | Toon Aerts                            | Quinten Hermans                       | Eli Iserbyt                           | Toon Aerts               | details |
| 23/10/2021 | Cyclocross Ruddervoorde, Ruddervoorde | C1   | Eli Iserbyt                           | Quinten Hermans                       | Toon Aerts                            | Eli Iserbyt              | details |
| 11/11/2021 | Jaarmarktcross, Niel                  | C1   | Eli Iserbyt                           | Toon Aerts                            | Quinten Hermans                       | Eli Iserbyt              | details |
| 20/11/2021 | Vlaamse Aardbeiencross, Merksplas     | C1   | Eli Iserbyt                           | Quinten Hermans                       | Laurens Sweeck                        | Eli Iserbyt              | details |
| 04/12/2021 | Niels Albert CX, Boom                 | C2   | Wout van Aert                         | Toon Aerts                            | Lars van der Haar                     | Eli Iserbyt              | details |
| 27/12/2021 | GP Eric De Vlaeminck, Zolder          | C1   | Wout van Aert                         | Tom Pidcock                           | Eli Iserbyt                           | Eli Iserbyt              | details |
| 29/12/2021 | Cyclocross Diegem, Diegem             | C1   | Afgelast vanwege de coronamaatregelen | Afgelast vanwege de coronamaatregelen | Afgelast vanwege de coronamaatregelen | Eli Iserbyt              | details |
| 12/02/2022 | Cyclocross Asper-Gavere, Gavere       | C1   | Lars van der Haar                     | Eli Iserbyt                           | Toon Aerts                            | Eli Iserbyt              | details |

### Eindstand
| Pos. | Renner            | Team                            | GIE | RUD | NIE | MER | BOO | ZOL | DIE | GAV | Punten |
| ---- | ----------------- | ------------------------------- | --- | --- | --- | --- | --- | --- | --- | --- | ------ |
| 1    | Eli Iserbyt       | Pauwels Sauzen-Bingoal          | 3   | 1   | 1   | 1   | 4   | 3   | –   | 2   | 97     |
| 2    | Toon Aerts        | Baloise - Trek Lions            | 1   | 3   | 2   | 4   | 2   | 5   | –   | 3   | 92     |
| 3    | Lars van der Haar | Baloise - Trek Lions            | 5   | 4   | 4   | 5   | 3   | 10  | –   | 1   | 80     |
| 4    | Quinten Hermans   | Tormans-Circus Cyclo Cross Team | 2   | 2   | 3   | 2   | 13  | 4   | –   | –   | 70     |
| 5    | Laurens Sweeck    | Pauwels Sauzen-Bingoal          | 4   | 5   | 7   | 3   | 19  | 7   | –   | DNF | 54     |
| 6    | Toon Vandebosch   | Pauwels Sauzen-Bingoal          | 7   | 6   | 6   | 11  | 23  | 12  | –   | 10  | 44     |
| 7    | Corné van Kessel  | Tormans-Circus Cyclo Cross Team | 10  | –   | DNF | 6   | 10  | 6   | –   | DNF | 32     |
| 8    | Jens Adams        | Cycling Team Hollebeekhoeve     | 8   | –   | 5   | 9   | 11  | 15  | –   | DNF | 32     |
| 9    | Kevin Kuhn        | Tormans-Circus Cyclo Cross Team | 23  | 11  | 9   | 20  | –   | 8   | –   | 6   | 30     |
| 10   | Wout van Aert     | Team Jumbo-Visma                | –   | –   | –   | –   | 1   | 1   | –   | –   | 30     |

| Pos. | Prijzengeld |
| ---- | ----------- |
| 1.   | € 25.000    |
| 2.   | € 16.000    |
| 3.   | € 10.000    |
| 4.   | € 7.500     |
| 5.   | € 4.000     |
| 6.   | € 2.500     |
| 7.   | € 1.500     |
| 8.   | € 1.000     |
| Tot. | € 67.500    |

## Vrouwen elite

### Kalender en podia
| Datum      | Locatie                               | Cat. | Winnares                              | Tweede                                | Derde                                 | Leidster in het klassement |         |
| ---------- | ------------------------------------- | ---- | ------------------------------------- | ------------------------------------- | ------------------------------------- | -------------------------- | ------- |
| 03/10/2021 | Cyclocross Gieten, Gieten             | C1   | Lucinda Brand                         | Denise Betsema                        | Annemarie Worst                       | Lucinda Brand              | details |
| 23/10/2021 | Cyclocross Ruddervoorde, Ruddervoorde | C1   | Denise Betsema                        | Annemarie Worst                       | Inge van der Heijden                  | Denise Betsema             | details |
| 11/11/2021 | Jaarmarktcross, Niel                  | C1   | Lucinda Brand                         | Annemarie Worst                       | Denise Betsema                        | Denise Betsema             | details |
| 20/11/2021 | Vlaamse Aardbeiencross, Merksplas     | C1   | Lucinda Brand                         | Annemarie Worst                       | Denise Betsema                        | Lucinda Brand              | details |
| 04/12/2021 | Niels Albert CX, Boom                 | C2   | Lucinda Brand                         | Inge van der Heijden                  | Denise Betsema                        | Lucinda Brand              | details |
| 27/12/2021 | GP Eric De Vlaeminck, Zolder          | C1   | Lucinda Brand                         | Fem van Empel                         | Annemarie Worst                       | Lucinda Brand              | details |
| 29/12/2021 | Cyclocross Diegem, Diegem             | C1   | Afgelast vanwege de coronamaatregelen | Afgelast vanwege de coronamaatregelen | Afgelast vanwege de coronamaatregelen | Lucinda Brand              | details |
| 12/02/2022 | Cyclocross Asper-Gavere, Gavere       | C1   | Lucinda Brand                         | Annemarie Worst                       | Denise Betsema                        | Lucinda Brand              | details |

### Eindstand
| Pos. | Renster                    | Team                     | GIE | RUD | NIE | MER | BOO | ZOL | DIE | GAV | Punten |
| ---- | -------------------------- | ------------------------ | --- | --- | --- | --- | --- | --- | --- | --- | ------ |
| 1    | Lucinda Brand              | Baloise - Trek Lions     | 1   | 5   | 1   | 1   | 1   | 1   | –   | 1   | 101    |
| 2    | Denise Betsema             | Pauwels Sauzen-Bingoal   | 2   | 1   | 3   | 3   | 3   | 5   | –   | 3   | 92     |
| 3    | Annemarie Worst            | 777                      | 3   | 2   | 2   | 2   | 6   | 3   | –   | 2   | 92     |
| 4    | Inge van der Heijden       | 777                      | 5   | 3   | 10  | 7   | 2   | 7   | –   | –   | 62     |
| 5    | Aniek van Alphen           | 777                      | 4   | 6   | 11  | 8   | 10  | 15  | –   | 5   | 53     |
| 6    | Manon Bakker               | IKO–Crelan               | 13  | 8   | 6   | 6   | 14  | 8   | –   | 6   | 51     |
| 7    | Yara Kastelijn             | IKO–Crelan               | 6   | 9   | 4   | 4   | –   | 10  | –   | –   | 47     |
| 8    | Marion Norbert-Riberolle   | Starcasino CX Team       | 11  | 7   | 7   | 11  | 11  | 18  | –   | 10  | 39     |
| 9    | Sanne Cant                 | IKO–Crelan               | 8   | 4   | DNS | 12  | 8   | 12  | –   | –   | 36     |
| 10   | Ceylin del Carmen Alvarado | Alpecin-Fenix            | –   | –   | 5   | 5   | 7   | DNF | –   | –   | 31     |
| 11   | Fem van Empel              | Pauwels Sauzen-Bingoal   | 10  | –   | –   | –   | 5   | 2   | –   | –   | 31     |
| 12   | Zoe Bäckstedt              | Tormans Cyclo Cross Team | –   | 10  | –   | –   | 9   | 17  | –   | 4   | 25     |
| 13   | Anna Kay                   | Starcasino CX Team       | –   | –   | 8   | 9   | 15  | 11  | –   | DNF | 21     |
| 14   | Shirin van Anrooij         | Baloise - Trek Lions     | 9   | –   | –   | –   | –   | 4   | –   | –   | 19     |
| 15   | Ellen Van Loy              | Vondelmolen-De Ceuster   | 14  | 12  | 13  | 14  | 19  | 22  | –   | 13  | 14     |

| Pos. | Prijzengeld |
| ---- | ----------- |
| 1.   | € 25.000    |
| 2.   | € 16.000    |
| 3.   | € 10.000    |
| 4.   | € 7.500     |
| 5.   | € 4.000     |
| 6.   | € 2.500     |
| 7.   | € 1.500     |
| 8.   | € 1.000     |
| Tot. | € 67.500    |

## Jongens junioren

### Kalender en podia
| Datum      | Locatie                               | Cat. | Winnaar                               | Tweede                                | Derde                                 |         |
| ---------- | ------------------------------------- | ---- | ------------------------------------- | ------------------------------------- | ------------------------------------- | ------- |
| 03/10/2021 | Cyclocross Gieten, Gieten             | CJ   | David Haverdings                      | Silas Kuschla                         | Menno Huising                         | details |
| 23/10/2021 | Cyclocross Ruddervoorde, Ruddervoorde | CJ   | David Haverdings                      | Aaron Dockx                           | Niels Ceulemans                       | details |
| 11/11/2021 | Jaarmarktcross, Niel                  | CJ   | Senne Bauwens                         | Wies Nuyens                           | Miles Gevaert                         | details |
| 20/11/2021 | Vlaamse Aardbeiencross, Merksplas     | CJ   | David Haverdings                      | Aaron Dockx                           | Jelte Jochems                         | details |
| 04/12/2021 | Niels Albert CX, Boom                 | CJ   | Yordi Corsus                          | David Haverdings                      | Viktor Vandenberghe                   | details |
| 27/12/2021 | GP Eric De Vlaeminck, Zolder          | CJ   | David Haverdings                      | Aaron Dockx                           | Nathan Smith                          | details |
| 29/12/2021 | Cyclocross Diegem, Diegem             | CJ   | Afgelast vanwege de coronamaatregelen | Afgelast vanwege de coronamaatregelen | Afgelast vanwege de coronamaatregelen | details |
| 12/02/2022 | Cyclocross Asper-Gavere, Gavere       | CJ   | David Haverdings                      | Yordi Corsus                          | Aaron Dockx                           | details |

## Tv-rechten
In België werd de Superprestige uitgezonden door tv-aanbieder Telenet (Play Sports) en tv-aanbieder Proximus (Pickx Sports). Verder zond de publieke omroep Sporza de crossen van Niel en Diegem uit.
In Nederland werd de Superprestige uitgezonden door de commerciële zender Eurosport. Bovendien werd de veldrit van Gieten uitgezonden door de regionale zender RTV Drenthe.